# كريس أرسكين
كريس أرسكين (بالإنجليزية: Chris Erskine)‏ (8 فبراير 1987 في المملكة المتحدة - ) هو لاعب كرة قدم إسكتلندي في مركز الوسط. لعب مع دندي يونايتد ونادي بارتيك ثيسل وKilbirnie Ladeside F.C. ‏.

## وصلات خارجية
- كريس أرسكين على موقع قاعدة بيانات كرة القدم.إي يو (الإنجليزية)
- كريس أرسكين على موقع Soccerbase.com (لاعب) (الإنجليزية)
- كريس أرسكين على موقع Soccerway.com (الإنجليزية)